# Comissão para as Relações Religiosas com o Judaísmo
A Comissão para as Relações Religiosas com o Judaísmo é um organismo da Cúria Romana encarregado de manter um positivo diálogo teológico com o Judaísmo. Fundada em 1974, trabalha juntamente com o Pontifício Conselho para a Promoção da Unidade dos Cristãos.